# 1919年臺灣
|        | 臺灣歷史 \| 台灣歷史年表 |
| 世纪： | 19世纪臺灣 \| 20世纪臺灣 \| 21世纪臺灣 |
| 年代： | 1880年代臺灣 \| 1890年代臺灣 \| 1900年代臺灣 \| 1910年代臺灣 \| 1920年代臺灣 \| 1930年代臺灣 \| 1940年代臺灣                                           |
| 年份： | 1914年臺灣 \| 1915年臺灣 \| 1916年臺灣 \| 1917年臺灣 \| 1918年臺灣 \| 1919年臺灣 \| 1920年臺灣 \| 1921年臺灣 \| 1922年臺灣 \| 1923年臺灣 \| 1924年臺灣 |
| 纪年： | 己未年（羊年）、日本大正8年 |

1919年台灣已被日本統治24年，第八任臺灣總督田健治郎於此年上任，為首任文官總督。

## 政府

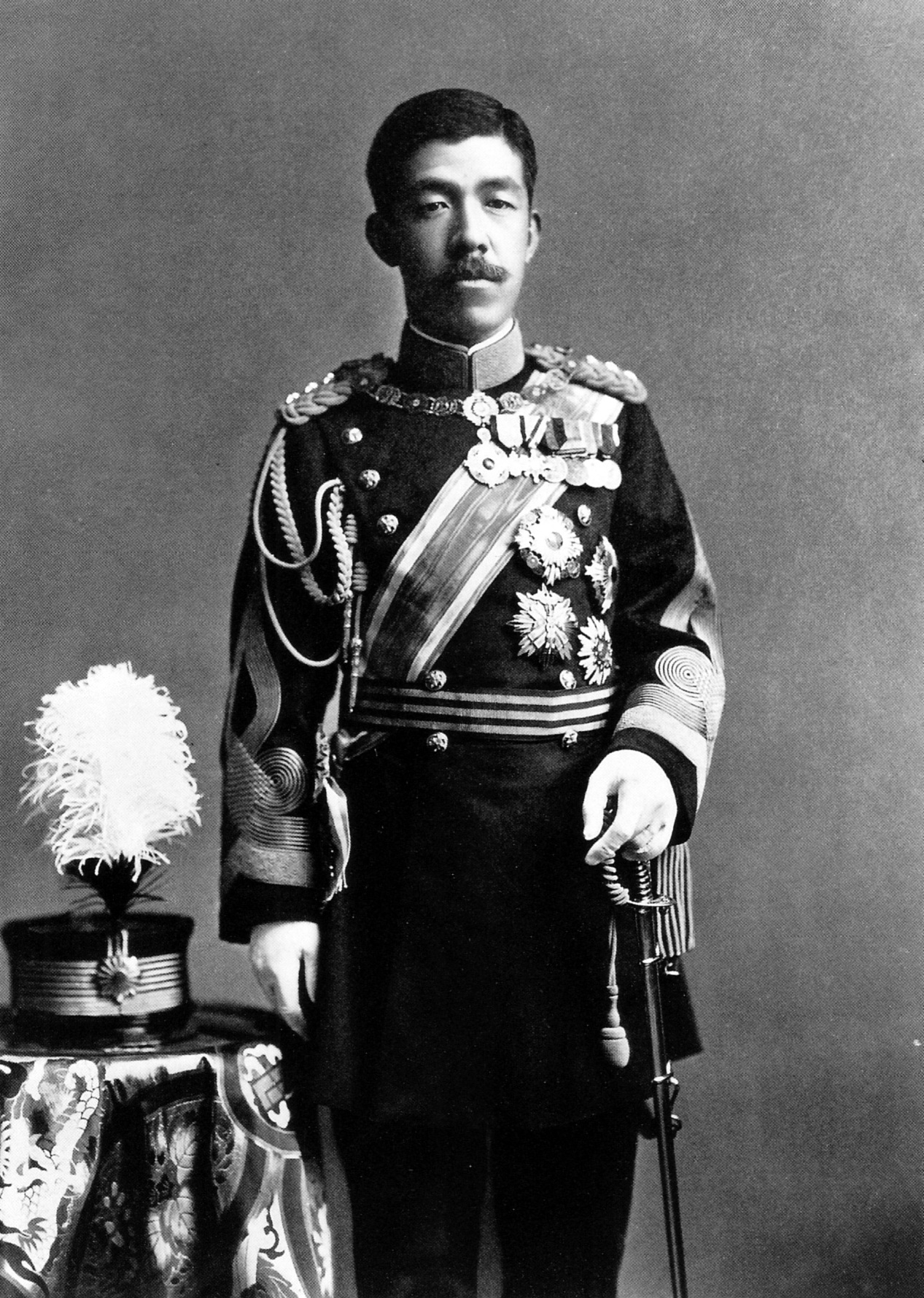
天皇：大正天皇
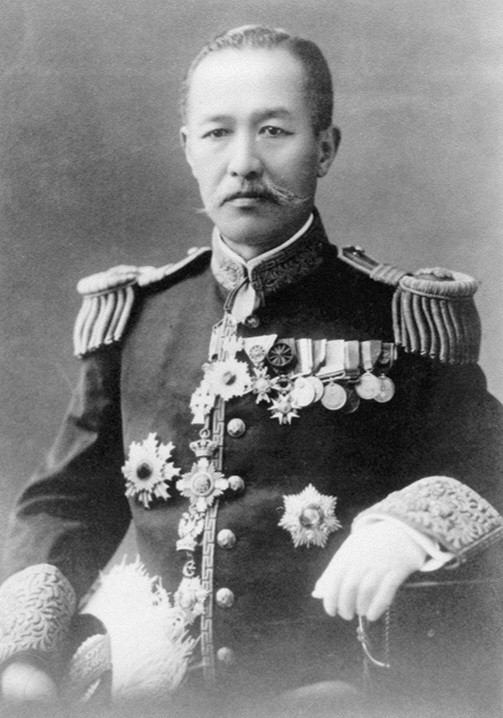
臺灣總督：田健治郎
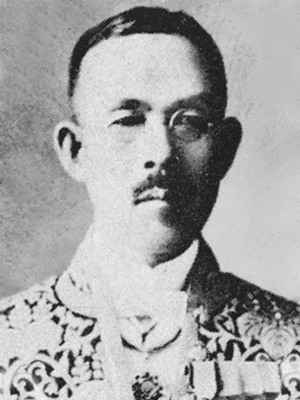
總務長官：下村宏

### 成員變動

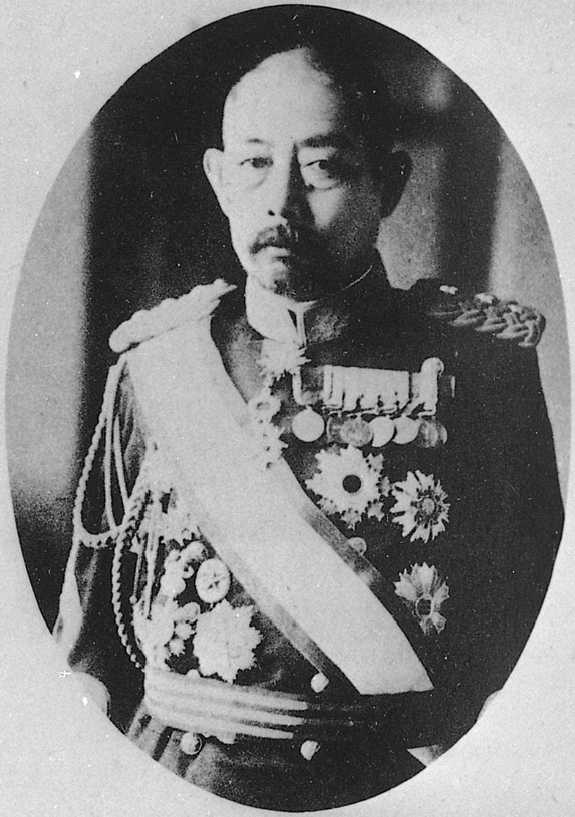
臺灣總督：明石元二郎（逝世）
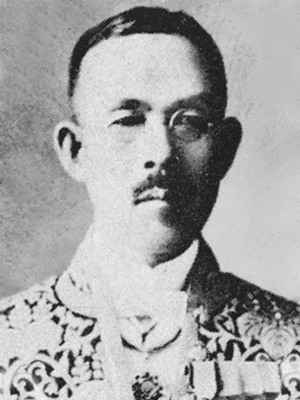
民政長官：下村宏（民政長官改稱總務長官）

## 大事記

### 1月
- 1月4日——公布〈臺灣教育令〉[1]:197。
- 1月13日——高砂麥酒株式會社在日本橫濱成立，該公司為臺灣日治時期惟一於臺灣設廠的啤酒製造商。
- 1月29日——台灣華南銀行在台北創立，中日合辦，資本1,000萬元，中日各半，總行設台北，於新加坡、廣東、三寶壟（印尼）設分行，東京設辦事處，董監事：中國16人，日本6人[2]:1048。

### 6月
- 6月1日——臺灣公立臺中商業學校創校。

### 10月
- 10月24日——第七任臺灣總督明石元二郎逝世於任內

### 11月
- 11月11日——第八任臺灣總督田健治郎於此日上任（10月29日任命）[3]。

## 出生
- 1月9日——吳火獅，企業家，新光集團創辦人之一。（1986年逝世）
- 8月9日——蔡草如，畫家、寺廟彩繪畫師。（2007年逝世）
- 9月23日——許石，作曲家。代表作有《安平追想曲》、《鑼聲若響》、《南都之夜》等。（1980年逝世）
- 10月8日——史尼育唔，日文名「中村輝夫」。著名台籍日本兵，因與部隊分散後獨自在南洋叢林中生存三十年而聞名於世。（1979年逝世）
- 10月18日——楊三郎，作曲家。代表作有《望你早歸》、《港都夜雨》等。（1989年逝世）

## 逝世
- 3月3日——黃南球，為清朝棟軍的主要將領，苗栗許多地區的首要開墾者。（1840年出生）
- 10月24日——明石元二郎，第七任臺灣總督，亦是唯一葬在臺灣的總督。（1864年出生）